# OH 9
 (mars 2018).
Si vous disposez d'ouvrages ou d'articles de référence ou si vous connaissez des sites web de qualité traitant du thème abordé ici, merci de compléter l'article en donnant les références utiles à sa vérifiabilité et en les liant à la section « Notes et références ».
OH 9 est l'abrévation anglophone pour Hominine d'Olduvaï 9, et désigne une calotte crânienne fossile d'Homo ergaster trouvée en 1960 par les paléoanthropologues Louis et Mary Leakey dans les gorges d'Olduvai, en Tanzanie. OH 9 serait le plus ancien fossile humain connu ayant un volume endocrânien supérieur à 1 000 cm3.

## Historique
Louis Leakey avait baptisé le fossile en 1960 « le Chelléen », en référence aux outils oldowayens trouvés sur le site, alors dits chelléens, industrie décrite en France en 1883 et que l'on pensait encore antérieure à l'Acheuléen.
En 1963, Heberer proposa un nouveau taxon pour ce spécimen, Homo leakeyi ; Phillip Tobias proposa également Homo erectus olduvaiensis, mais ces appellations ne furent pas retenues. OH 9 est aujourd'hui attribué à l'espèce Homo ergaster. 

## Datation
La datation d'OH 9 est controversée. Il fut initialement estimé vieux d'environ 1,4 Ma par Louis Leakey, mais une étude plus récente a proposé seulement 1,25 Ma. Les conditions de sa découverte ne permettent pas d'obtenir une datation suffisamment fiable.

Le fragment de crâne OH 9 sous différents angles
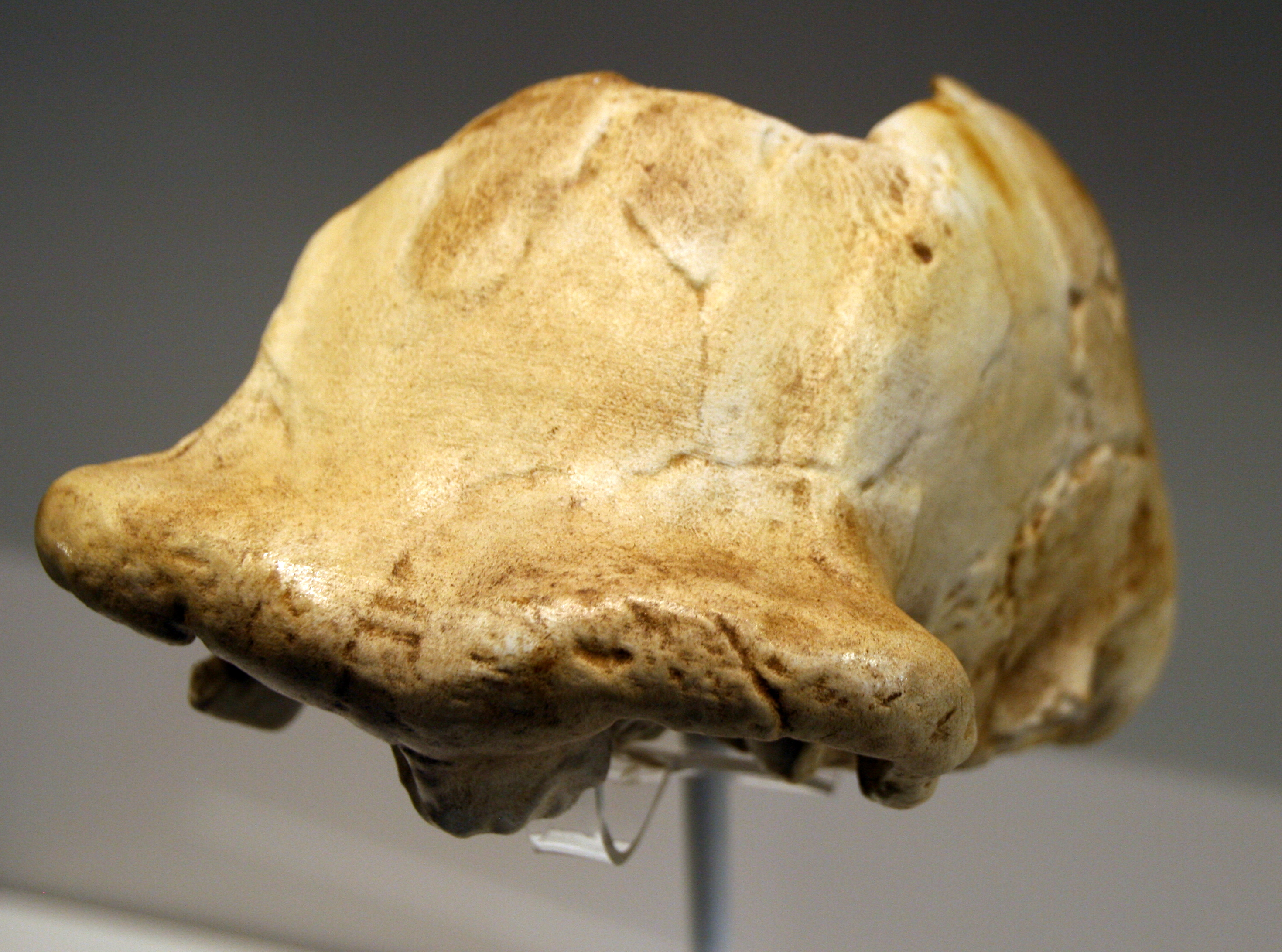
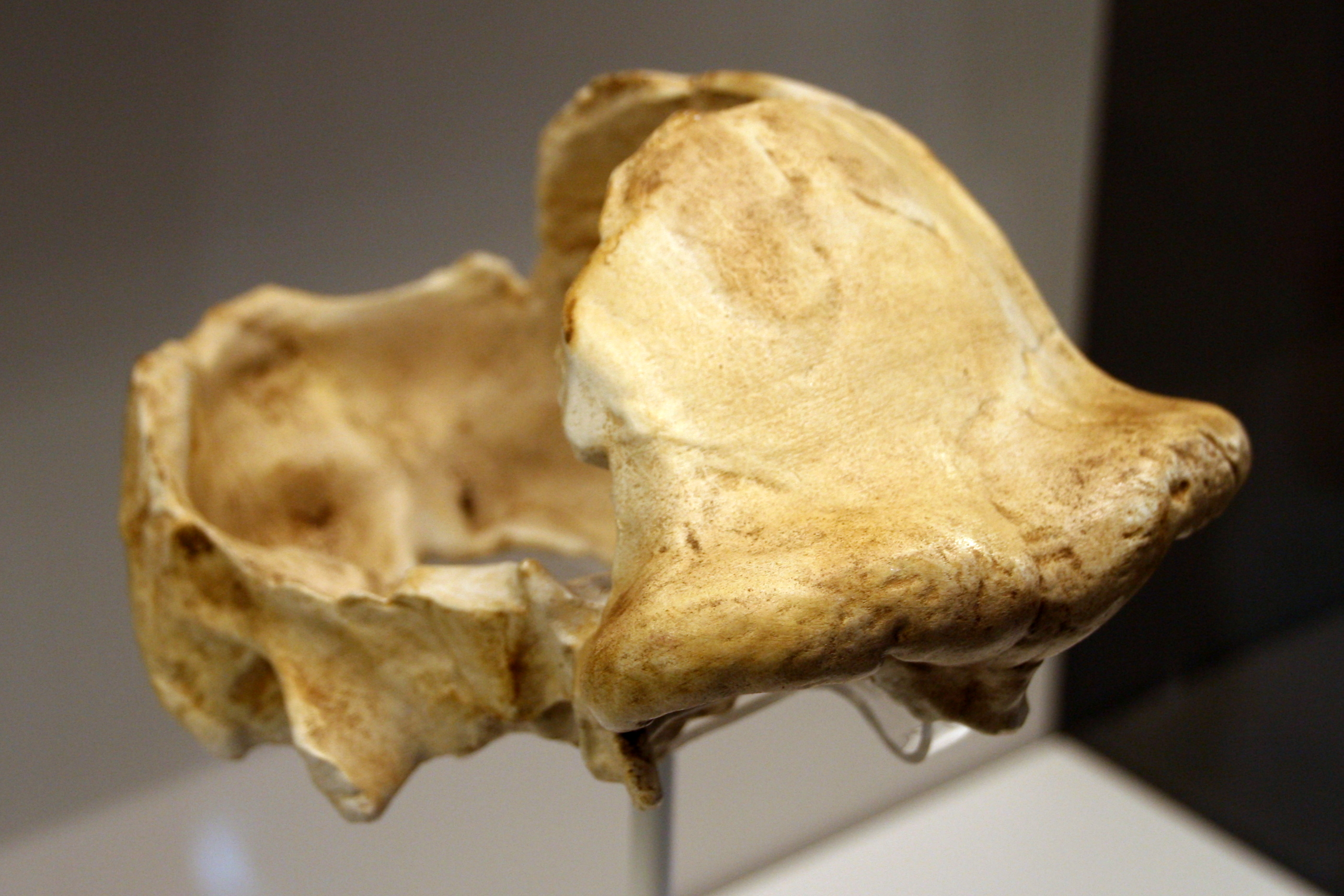
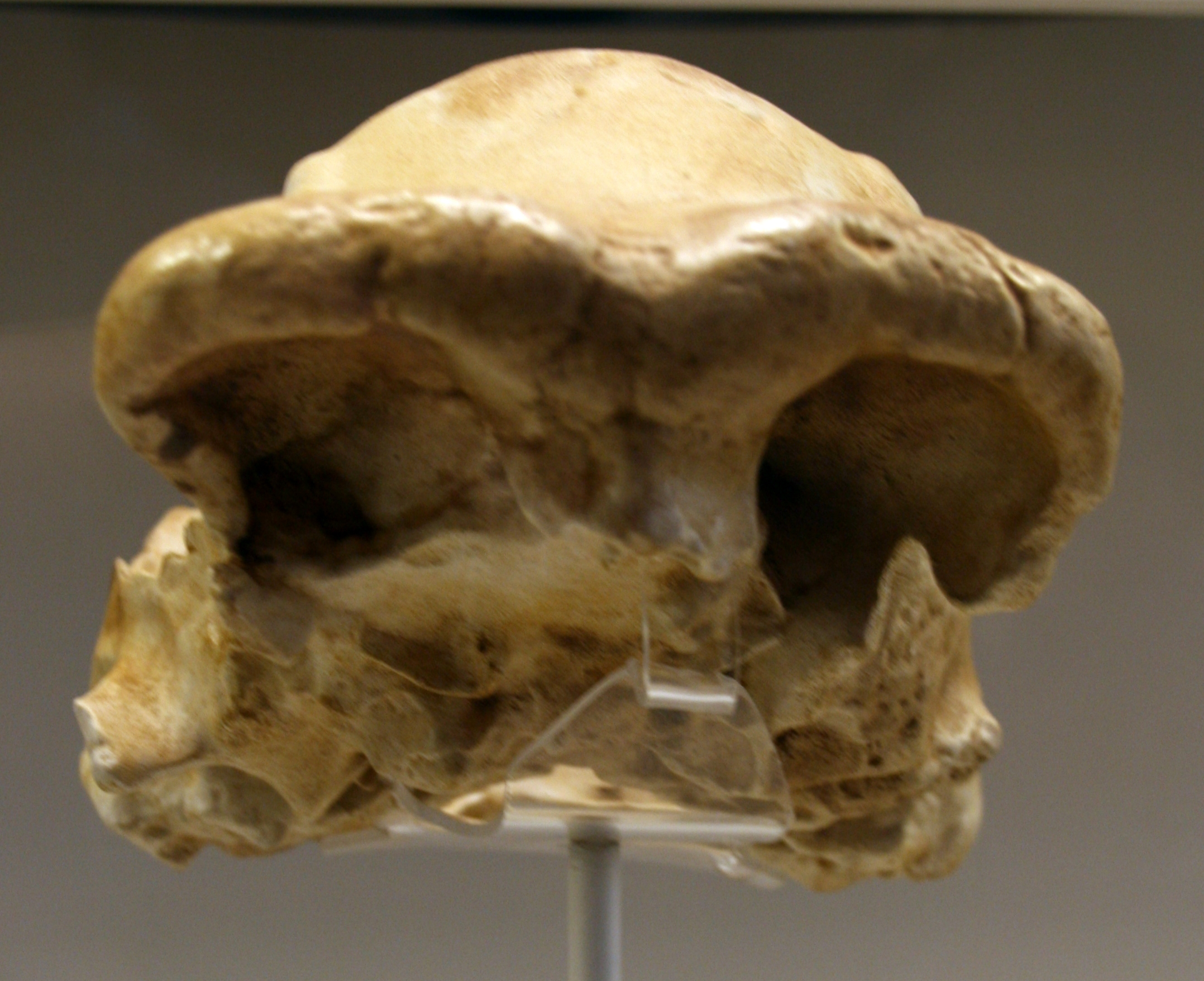